# Công (họ)
Công (chữ Hán: 公), là một họ của người Trung Quốc và Việt Nam. Trong Bách gia tính, họ này xếp thứ 408.

## Họ Công Việt Nam
Sau các cuộc chiến tranh Việt–Chiêm mà chiến thắng nhiều lần thuộc về Đại Việt, nhà Lý và nhà Trần bắt được nhiều tù binh và nghệ nhân là người Chăm. Một phần trong số những tù binh và nghệ nhân này được đưa về vùng đất phía Tây Bắc kinh thành Thăng Long. Những người này ở lại định cư và kết hôn với người Việt. Sau này, người gốc Chăm có họ Ông ở vùng này đã đổi sang họ Công. Theo gia phả của dòng học Công/Ông ở đây thì không thấy việc đổi họ diễn ra vào một thời điểm nào cụ thể, và có thể suy đoán việc đổi họ này diễn ra vào thời vua Minh Mạng.

## Người Việt Nam họ Công có danh tiếng
- Công Thị Nghĩa (1932)  hay còn gọi là Hoa hậu Thu Trang, là một điệp viên, nhà báo, và là Hoa hậu đầu tiên của Việt Nam. Bà từng là thành viên đoàn chủ tịch Hội Người Việt Nam tại Pháp, nguyên tổng thư ký Hội Khoa học xã hội của Hội Người Việt Nam tại Pháp.
- Công Phương Thảo (1949-1971), phi công quân sự, hy sinh khi đang bay huấn luyện tại vùng trời Tam Đảo.[4][5]
- Công Thị Dung, trọng tài bóng đá.[6][7]
- Công Thị Tươi (1993), Phó Chủ tich #Hội LHPN thị trấn Tân Uyên, lập nhiều thành tích trong công tác Hội Lai Châu
- Công Dương (1994), tên thật: Công Văn Dương, nam diễn viên hai dòng máu Việt - Chăm